# Richard Rousselet
Richard Rousselet (9 augustus 1940) is een Belgisch hardbop- en swingtrompettist, bugelspeler en dirigent.
Rousselet speelde onder meer met Hal Singer, Benny Bailey, Pepper Adams, Lou Bennett, Ernie Wilkins en Johnny Griffin. Rousselet geeft les in tal van seminars, waaronder aan het Koninklijk Conservatorium van Brussel, en is te beluisteren op een twintigtal albums.
In 1995 stond hij op BROSELLA Folk & Jazz met Paul  Dubois & The Sweet Substitute, een Septet met Richard Rousselet (1940-...): trompet, bugel; André Donni (1971-...): clarinet; Phil Abraham (1962-...): trombone; Paolo Radoni (1949-2007): guitar; Charles Loos (1951-...): piano; Luc Vanden Bosch (1983-...): drums; Paul Dubois (1924-2016): bass, vocals.
Richard Rousselet werkte lange tijd met pianist en componist Marc Moulin in diens groepen  Placebo, Sam Suffy, en, meer recent, in Picnic. Hij is lid van onder andere Brussel's Little Big Band (sinds 2010), van de Old Style Band Sweet Substitute met Charles Loos van de groep Jazz Me Do, en speelt mee in de BRT Big Band.
Sinds oktober 2005 geeft hij les aan de Antwerpse Jazz Studio.
Hij is leider van het 'Ecaroh Quintet, een kwintet met Marie Anne Standaert, 'Hommage à Gerry Mulligan' (sinds 2011) en de bigband 'West Music Club'.

## Behaalde prijzen
- 1963: Prix Django Reinhardt
- 1964: Prix de la maison de la Radio (Lausanne)
- 1971: Met de band Placebo won hij op het Festival van Montreux de prijs voor beste hoornsolist, uitgereikt door de Internationale Pers.
- 1994: Prix Darche Frères

## Discografie (selectie)
- No, Maybe...! (met Jean-Louis Rassinfosse, Michel Herr, John Ruocco en Félix Simtaine), Jazzcats, 1985
- Waitin' for You, Gam Records, 1994